# Placówka Straży Celnej „Nowa Wieś” (Kopanica)

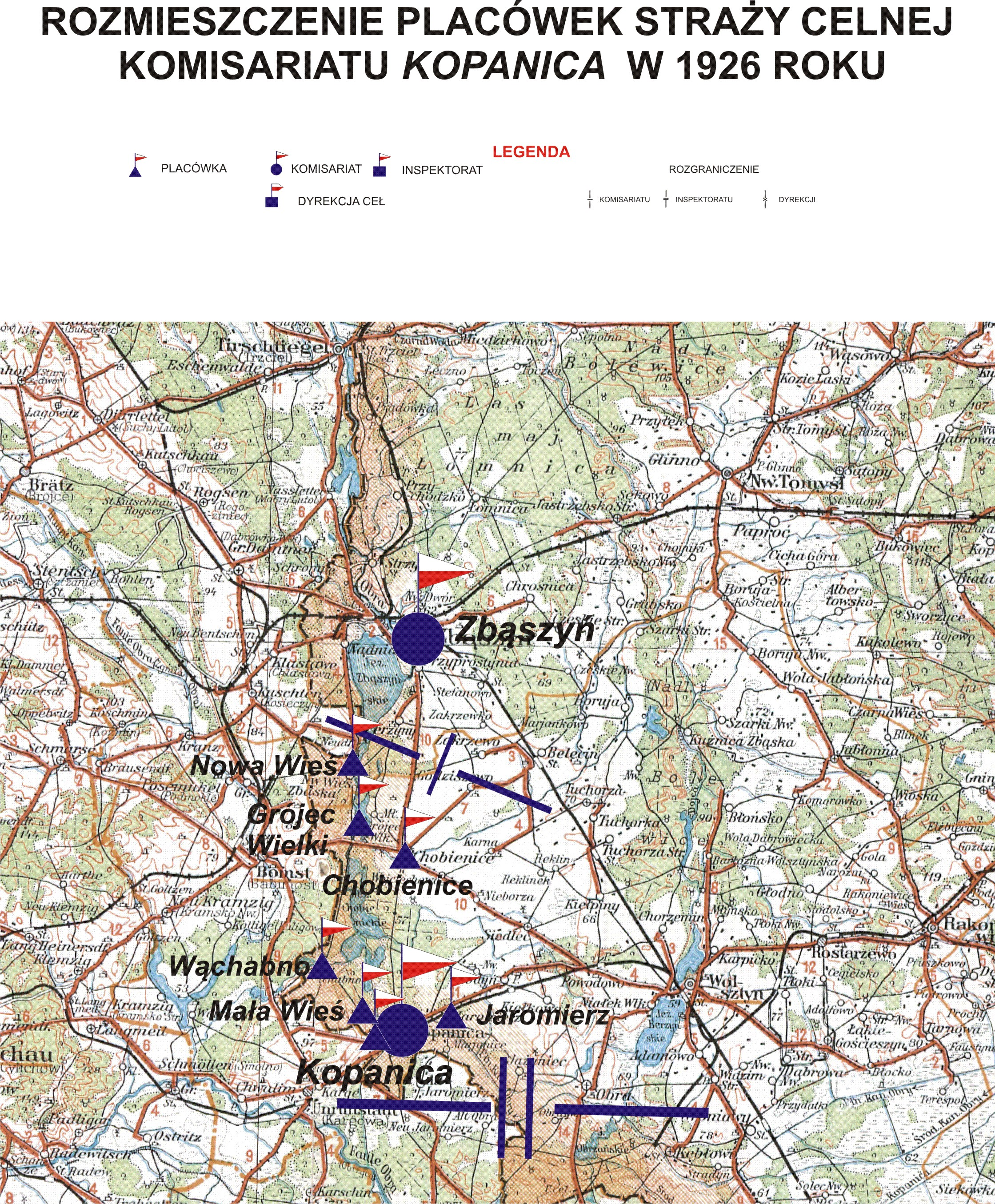
Rozmieszczenie placówek Straży Celnej Komisariatu Kopanica

Placówka Straży Celnej „Nowa Wieś” – jednostka organizacyjna Straży Celnej pełniąca w okresie międzywojennym służbę ochronną na granicy polsko-niemieckiej.

## Formowanie i zmiany organizacyjne
Na wniosek Ministerstwa Skarbu, uchwałą z 10 marca 1920 roku, powołano do życia Straż Celną. Od połowy 1921 roku jednostki Straży Celnej rozpoczęły przejmowanie odcinków granicy od pododdziałów Batalionów Celnych.  W 1921 roku w Zbąszyniu stacjonował sztab 1 kompanii 17 batalionu celnego. Kompania wystawiała między innymi placówkę w Nowej Wsi. ฿Proces tworzenia Straży Celnej trwał do końca 1922 roku. Placówka Straży Celnej „Nowa Wieś” weszła w podporządkowanie komisariatu Straży Celnej „Kopanica” z Inspektoratu SC „Międzychód”.
W drugiej połowie 1927 roku przystąpiono do gruntownej reorganizacji Straży Celnej. W praktyce skutkowało to rozwiązaniem tej formacji granicznej. Ochronę północnej, zachodniej i południowej granicy państwa przejęła powołana z dniem 2 kwietnia 1928 roku Straż Graniczna.

## Funkcjonariusze placówki
Kierownicy placówki
| stopień    | imię i nazwisko, numer | okres pełnienia służby | kolejne stanowisko |
| ---------- | ---------------------- | ---------------------- | ------------------ |
| przodownik | Antoni Hulisz (2230)   | był w 1926             |                    |

Obsada personalna placówki w 1926:
- przodownik Antoni Hulisz (2230)
- starszy strażnik Franciszek Szamrowicz (1499)
- strażnik Wincenty Wachowiak (1361)
- strażnik Walenty Skrzypczak (1292)
- strażnik Leon Jarosz (951)
- strażnik Wincenty Przybyła (2652)
- strażnik Franciszek Muńko (1490)